# Jutigny
Jutigny ist eine französische Gemeinde im Département Seine-et-Marne in der Île-de-France. Sie gehört zum Kanton Provins (bis 2015 Kanton Donnemarie-Dontilly) im gleichnamigen Arrondissement.

## Geographie
Das Gemeindegebiet wird vom Voulzie durchflossen, an der östlichen Gemeindegrenze verläuft der Ruisseau des Méances.

### Nachbargemeinden
Jutigny grenzt im Nordwesten an Savins, im Norden an Longueville, im Osten an Chalmaison, im Süden an Les Ormes-sur-Voulzie und im Südwesten an Paroy.

## Bevölkerungsentwicklung
| Jahr      | 1962 | 1968 | 1975 | 1982 | 1990 | 1999 | 2008 | 2013 |
| --------- | ---- | ---- | ---- | ---- | ---- | ---- | ---- | ---- |
| Einwohner | 310  | 340  | 422  | 458  | 504  | 528  | 579  | 539  |

## Wirtschaft und Infrastruktur
In Jutigny endet die vormalige Route nationale 376. Sie wurde zur Départementsstraße D412 abgestuft. Die Ortschaft wird außerdem von der ehemaligen Route nationale 375 passiert. 

## Sehenswürdigkeiten
- Kirche Saint-Hubert-Saint-Roch